# Eugène Flaman

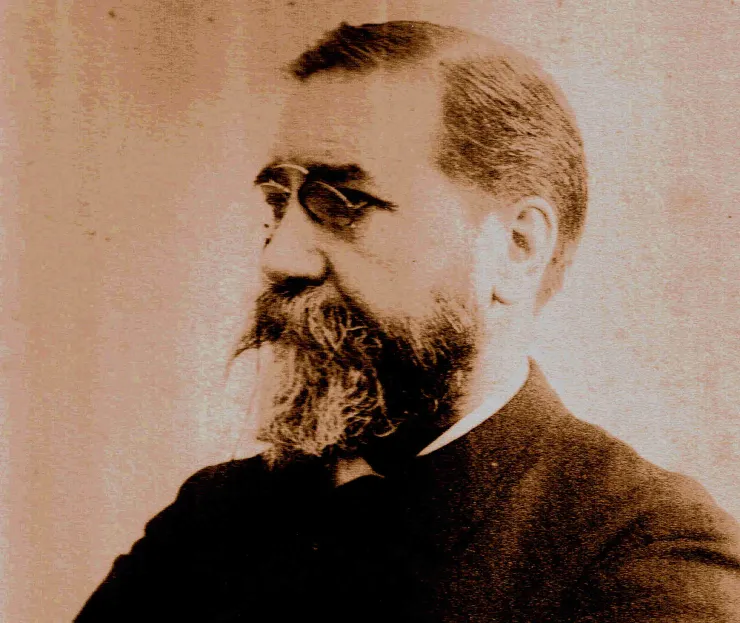
Eugène Flaman (1842–1935)

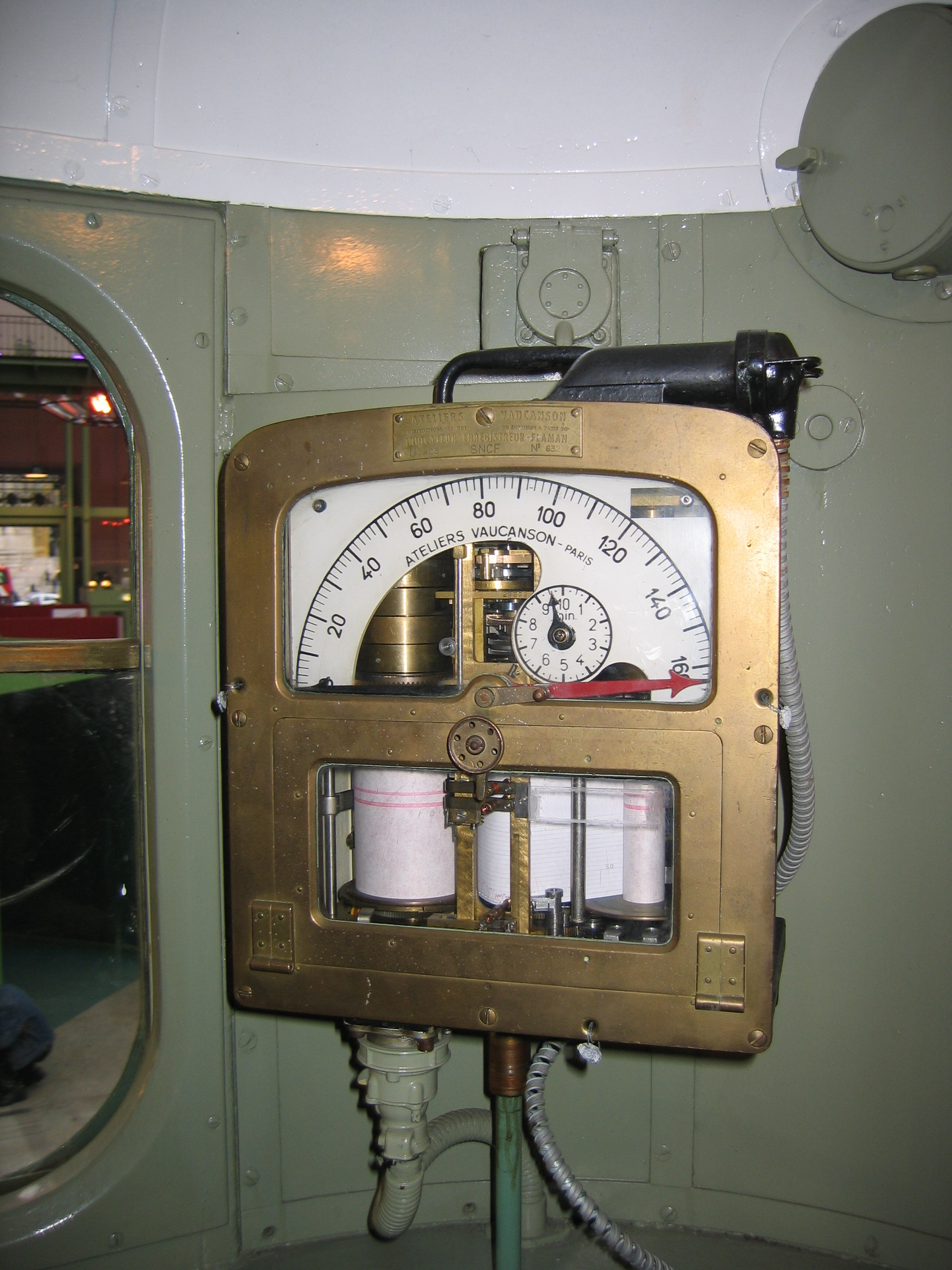
Flaman-Tachograph in der SNCF 9004

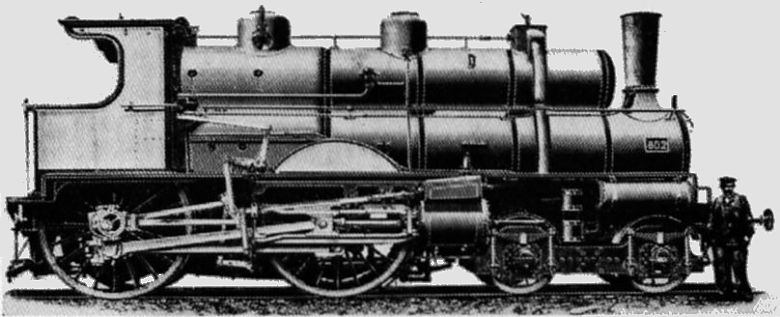
Lokomotive der Chemins de fer de l’Est mit Flaman-Kessel

Nicolas Charles Eugène Flaman (* 6. Januar 1842 in Moulins-sur-Céphons; † 22. März 1935 in Rainfreville) war ein französischer Eisenbahningenieur. Er ist vor allem für die Erfindung des Flaman-Tachographen bekannt, der 1901 patentiert wurde.

## Leben
Eugène Flaman wurde am 6. Januar 1842 in Moulins-sur-Céphons im Département Indre als Nachkomme einer Familie geboren, die seit dem 13. Jahrhundert in Abbeville bekannt war. Seine Vorfahren waren Schöffen und Gerichtshelfer, sein Vater Jean Nicolas Eugène Flaman war Rechtsanwalt und Literat. Jener hatte gesundheitliche Probleme, weshalb sein Arzt ihm riet, aus dem nebligen Abbeville wegzuziehen und in Zentralfrankreich zu leben. Er versuchte, in die Landwirtschaft einzusteigen, indem er das Gut Domaine de Terroir in Moulins-sur-Céphons kaufte. Das Abenteuer dauerte einige Jahre, endete aber sehr unglücklich mit der Rückkehr nach Abbeville und dem Verkauf des Anwesens. 
Flaman promovierte 1865 an der École centrale des arts et manufactures in Paris und trat in die Compagnie des chemins de fer de l’Est ein, wo er seine gesamte Karriere als Forschungsingenieur in der Abteilung für Zugförderung verbrachte. Seine zwei wichtigsten Erfindungen waren der Flaman-Kessel und der Flaman-Tachograph. 
Während der Belagerung von Paris wurde Flaman 1870 verwundet. Für seine Arbeit an der Perfektionierung der 7-Zoll-Kanone erhielt er die Auszeichnung Citation à l’ordre de la Nation. Aus den Händen des Präsidenten Carnot wurde er 1892 für seine Erfindungen mit dem Verdienstorden Ordre national de la Légion d’honneur ausgezeichnet. Er starb am 20. März 1935 in Rainfreville im Département Seine-Maritime.